# 財界
財界（ざいかい）とは、日本国内において、大企業の経営者や実業家などが構成している社会を指す語。経済界もほぼ同義。
日本国内のメディアが、「財界では〜」「財界の動向は〜」などという形で使われる場合は経団連・日商・経済同友会など経済団体を指す場合がほとんどで、一般的には労働界（労働組合）などと対置される。
経団連会長は、旧経団連第2代会長の石坂泰三に代表されるように政治にも強い影響力を持つため「財界総理」などともよばれる。